# Laurenz Volkmann
Laurenz Volkmann (* 12. Juli 1959) ist ein deutscher Anglist.

## Leben
Von 1980 bis 1986 studierte er Anglistik, Amerikanistik, Geschichte und Germanistik in Erlangen und an der Miami University (1986: erstes Staatsexamen, 1988–1990: Referendariat und 2. Staatsexamen). Nach der Promotion 1989 an der Universität Erlangen und der Habilitation 2002 war er von 2003 bis 2004 Professor für Englische Literatur, Landeskunde und ihre Didaktik an der Universität Paderborn. Seit 2004 ist er Professor für Englische Fachdidaktik an der FSU Jena.
Seine Forschungsinteressen sind Didaktik der englischsprachigen Kulturen und Literaturen, Mediendidaktik, insbesondere Neue Medien, theoretische Fragen der Literatur- und Kulturdidaktik (Kanonbildung, Kulturbegriff), interkulturelles Lernen, Globalisierungstendenzen des Englischen und des Englischunterrichts, Konversationsroutinen und Pragmatics und Vermittlung von Grammatik und Vokabular.

## Schriften (Auswahl)
- Wildnis und Zivilisation. Britische Romanschriftsteller des späten 19. und des 20. Jahrhunderts und das Internationale Thema. Heidelberg 1991, ISBN 3-533-04415-7.
- Homo oeconomicus. Studien zur Modellierung eines neuen Menschenbilds in der englischen Literatur vom Mittelalter bis zum 18. Jahrhundert. Heidelberg 2003, ISBN 3-8253-1592-4.
- mit Klaus Stierstorfer (Hrsg.): Teaching Postmodernism / Postmodern Teaching. Stauffenburg Verlag, Tübingen 2004, ISBN 978-3860571064.
- mit Klaus Stierstorfer (Hrsg.): Kulturwissenschaft interdisziplinär. Narr, Tübingen 2005, ISBN 3-8233-6124-4.
- Fachdidaktik Englisch: Kultur und Sprache. Tübingen 2010, ISBN 978-3-8233-6593-8.
- mit Nancy Grimm und Michael Meyer: Teaching English. Tübingen 2015, ISBN 3-8233-6831-1.